# المدنوف (ملحان)

تعديل مصدري - تعديل

المدنوف هي إحدى قرى عزلة بدح بمديرية ملحان التابعة لمحافظة المحويت، بلغ تعداد سكانها 645 نسمة حسب تعداد اليمن لعام 2004.